# Izumi (Name)
Izumi ist ein japanischer Vorname, der bei beiden Geschlechtern benutzt werden kann, aber hauptsächlich weiblichen Personen gegeben wird. Der Name ist auch als Familienname verbreitet. 
Der Name bedeutet primär „Quelle“, wenngleich unterschiedliche Schreibweisen auch andere oder zusätzliche Bedeutungen haben können. Das Namenswörterbuch ENAMDICT listet etwa 150 verschiedene japanische Schreibweisen, davon 100 als weibliche Namen.  

## Vorname
- Izumi Matsumoto (1958–2020), Mangaka
- Izumi Miyazaki (* 1994), japanische Fotografin
- Izumi Nakamitsu (* 1963), japanische UN-Diplomatin
- Izumi Sakai (1967–2007), Sängerin
- Izumi Shimada (* 1948), japanischer Anthropologe und Archäologe

## Künstlername
- Izumi Tōdō, kollektives Pseudonym der Mitarbeiter von Toei Animation

## Familienname
- Daisuke Izumi († 2012), japanischer Fernsehredakteur
- Hiroshi Izumi (* 1982), japanischer Judoka
- Izumi Hyonosuke, japanischer Mediziner und Medizinhistoriker
- Izumi Kyōka (1873–1939), japanischer Schriftsteller
- Kenta Izumi (* 1974), japanischer Politiker
- Masanobu Izumi (* 1944), japanischer Fußballspieler
- Megumi Izumi (* 1983), japanische Biathletin
- Miyuki Izumi (* 1975), japanische Fußballspielerin
- Rika Izumi (* 1988), japanische Schauspielerin und Sängerin
- Ryūji Izumi (* 1993), japanischer Fußballspieler
- Izumi Seiichi (1915–1970), japanischer Anthropologe
- Izumi Shigechiyo (1865–1986), japanischer Altersrekordler
- Izumi Shikibu (976?–?), japanische Dichterin
- Shin’ya Izumi (* 1937), japanischer Politiker
- Sōtarō Izumi (* 1992), japanischer Fußballspieler
- Tokuji Izumi (* 1939), japanischer Jurist
- Tōya Izumi (* 2000), japanischer Fußballspieler